# Erstürmung von Elbing
1. Phase: Schwedische Dominanz (1700–1709)
Dänischer Kriegsschauplatz (1700)
Humlebæk • Tönning I 
Livländ./ Estnischer Kriegsschauplatz (1700–1708)
Riga I • Jungfernhof • Varja • Pühhajoggi • Narva • Petschora • Düna • Rauge • Erastfer • Hummelshof • Embach • Tartu • Narva II • Wesenberg I • Wesenberg II
Ingermanländ./ Finnischer Kriegsschauplatz (ab 1701)
Archangelsk • Ladogasee • Nöteborg • Nyenschanz • Newa • Systerbäck • Petersburg • Wyborg I • Porvoo • Newa II • Koporje II • Kolkanpää
Litauisch-weißrussischer Kriegsschauplatz (1702–1706)
Vilnius • Saladen • Jakobstadt • Gemauerthof • Mitau • Grodno I • Olkieniki • Njaswisch • Klezk • Ljachawitschy
Polnischer Kriegsschauplatz (1702–1706)
Klissow • Pułtusk • Thorn • Lemberg • Warschau • Posen • Punitz • Tillendorf • Rakowitz • Praga • Fraustadt • Kalisch 
Russischer Kriegsschauplatz (1708–1709)
Grodno II • Golowtschin • Moljatitschi • Rajowka • Lesnaja • Desna • Baturyn • Koniecpol • Weprik • Opischnja • Krasnokutsk • Sokolki • Poltawa I • Poltawa II
2. Phase: Schweden in der Defensive (1710–1721)
Baltischer und Finnischer Kriegsschauplatz (bis 1714)
Riga II • Wyborg II • Pernau • Kexholm • Reval • Hogland • Pälkäne • Storkyro • Nyslott • Hanko 
Schwed./Norwegischer Kriegsschauplatz (1710–1721)
Helsingborg • Køge-Bucht • Bottnischer Meerbusen • Frederikshald I • Dynekilen-Fjord • Göteborg I • Strömstad • Trondheim • Frederikshald II • Marstrand • Ösel • Göteborg II • Södra Stäket • Grönham • Sundsvall
Norddeutscher Kriegsschauplatz (1711–1716)
Elbing • Wismar I • Lübow • Stralsund I • Greifswalder Bodden I • Stade • Rügen • Gadebusch • Altona • Tönning II • Stettin • Fehmarn • Wismar II • Stralsund II • Jasmund • Peenemünde • Greifswalder Bodden II • Stresow 
Bei der Erstürmung von Elbing am 7. Februar (greg.) 1710 im Großen Nordischen Krieg eroberten russische Armeeeinheiten das seit 1703 unter schwedischer Besatzung stehende Elbing im Königlichen Preußen in einem Sturmangriff.

## Vorgeschichte
Elbing, das einst zu Polen gehört hatte, aber 1657 an Brandenburg-Preußen verpfändet worden war, hatte seit dem polnischen Feldzug Karls XII. 1703 eine schwedische Besatzung. Elbing diente den Schweden fortan an als Versorgungsstützpunkt und Magazin für die schwedische Armee in Polen. 
Nach der schwedischen Niederlage in der Schlacht bei Poltawa 1709 marschierte die russische Armee in Polen ein. Der Kurfürst von Sachsen kündigte noch im August den Frieden von Altranstädt mit Schweden auf. Am 20. August 1709 marschierten erneut sächsische Truppen in Polen ein.  Am 7. Oktober 1709 wurde die antischwedische sächsisch-russische Allianz im Vertrag von Thorn erneuert. Bei Jarosław folgte am 10. Juni 1710 der dänisch-russische Beistandspakt.
Die schwachen schwedischen Truppen unter dem Kommando des Generals Krassow zogen sich mit 9000 Mann nach Stettin und Stralsund in Schwedisch-Pommern zurück. Der von den Schweden inthronisierte polnische König Stanislaus I. Leszczynski floh über Stettin und Kristianstad nach Stockholm. Zar Peter I. ließ die schwedischen Truppen durch eine russische Abteilung unter dem Kommando von Menschikow bis nach Pommern verfolgen.
Nach einem preußisch-russischen Treffen der Monarchen im Schloss Marienwerder am 15. Oktober 1709 verständigten sich beide Länder über das weitere Vorgehen im Kampf gegen Schweden. Preußen blieb weiterhin neutral, wurde aber in die russischen Operationen in Kenntnis gesetzt. Dort wurde vereinbart, dass drei Infanterieregimenter unter Generalmajor Nostitz gegen das schwedisch besetzte Elbing marschieren und es einnehmen sollten.

## Erstürmung Elbings
Im Januar 1710 wurde die Stadt von russischen Truppen umzingelt. Am 7. Februar 1710 erfolgte der Angriff auf das Schloss Elbing. Elbing hatte eine Garnison von 900 Schweden, angeführt von Oberstleutnant Jäger. Der Angriff wurde von zwei Seiten vorgetragen. Während von einer Seite ein Scheinangriff zur Ablenkung erfolgte, ging von der anderen Seite der Hauptstoß aus. Die russischen Infanteristen setzten Sturmleitern an und drangen drei Stunden nach Angriffsbeginn mit geringen eigenen Verlusten in die Vorstadt ein. Dabei zogen sich die Schweden in die eigentliche Festung zurück. Die russischen Angreifer folgten den Schweden und drangen nahezu zeitgleich mit ihnen in den inneren Festungsring ein. Den Schweden gelang es nicht mehr, die Russen aus der Stadt hinauszudrängen. Daraufhin ergaben sich die Schweden, die in Kriegsgefangenschaft gingen. Die Stadt wurde der Plünderung übergeben, die erst mit gewaltsamen Mitteln eingedämmt werden konnte. Die Russen erbeuteten 183 Geschütze und nahmen 856 Schweden gefangen. 72 Schweden fielen während der Einnahme der Stadt, neun wurden verwundet. Bei den russischen Truppen starben 33 Soldaten bei 154 Verwundeten.

## Folgen
Mit dem Fall Elbings ging die letzte schwedische Bastion auf polnischem Territorium verloren. Das Versprechen, das Peter Friedrich I. zuvor gegeben hatte, die Stadt an preußische Truppen zu überstellen, wurde nicht gehalten. Die Stadt wurde mit 2000 russischen Soldaten besetzt. 1712 zogen sächsische Truppen in die Stadt ein.